# Oscar Riesebeek
Oscar Riesebeek (ur. 23 grudnia 1992 w Ede) – holenderski kolarz szosowy.

## Osiągnięcia
Opracowano na podstawie:

2009
- 1. miejsce w Grand Prix Rüebliland

2010
- 2. miejsce w Sparkassen Münsterland Tour
  - 1. miejsce na 1. etapie
- 1. miejsce na etapie 2a Liège-La Gleize
- 2. miejsce w Keizer der Juniores

2015
- 1. miejsce w klasyfikacji górskiej Czech Cycling Tour

2018
- 3. miejsce w Quatre Jours de Dunkerque
- 2. miejsce w Druivenkoers-Overijse

2019
- 3. miejsce w Circuit de la Sarthe

2020
- 1. miejsce w Tour Bitwa Warszawska 1920
  - 1. miejsce na 4. etapie

2021
- 3. miejsce w mistrzostwach Holandii (start wspólny)

2022
- 1. miejsce w Dwars door het Hageland

## Rankingi
| Rok             | 2013  | 2014  | 2015 | 2016  | 2017 | 2018 | 2019 | 2020 | 2021 | 2022 | 2023  |
| --------------- | ----- | ----- | ---- | ----- | ---- | ---- | ---- | ---- | ---- | ---- | ----- |
| World Ranking   |       |       |      | 1513. | 561. | 252. | 279. | 509. | 250. | 280. | 1337. |
| UCI Europe Tour | 1020. | 1057. | 488. | 1015. | 373. | 127. | 226. | 417. | 213. | 224. | -     |
|                 |       |       |      |       |      |      |      |      |      |      |       |
| Źródło: UCI     |       |       |      |       |      |      |      |      |      |      |       |